# Municipio 1 (condado de Morris)
El municipio 1 (en inglés: Township 1) es un municipio ubicado en el condado de Morris en el estado estadounidense de Kansas. En el año 2010 tenía una población de 509 habitantes y una densidad poblacional de 1,43 personas por km².

## Geografía
El municipio 1 se encuentra ubicado en las coordenadas 38°34′24″N 96°26′58″O / 38.57333, -96.44944. Según la Oficina del Censo de los Estados Unidos, el municipio tiene una superficie total de 356.97 km², de la cual 354.61 km² corresponden a tierra firme y (0.66%) 2.36 km² es agua.

## Demografía
Según el censo de 2010, había 509 personas residiendo en el municipio 1. La densidad de población era de 1,43 hab./km². El 97,64% de los habitantes del municipio 1 eran blancos, el 0.2% eran asiáticos, el 1.18% eran de otras razas y el 0.98% pertenecían a dos o más razas. Del total de la población el 1.57% eran hispanos o latinos de cualquier raza.